# Горњи Каленик
Горњи Каленик (грч. Άνω Καλλινίκη, Ано Калиники) је насеље у Грчкој у општини Лерин, периферија Западна Македонија. Према попису из 2021. било је 247 становника.
Македонски историчар Тодор Симовски, 1998. године наводи да је Горњи Каленик словенско насеље.

## Становништво
| Година       | 1951 | 1961 | 1971 | 1981 | 1991 | 2001 | 2011 |
| ------------ | ---- | ---- | ---- | ---- | ---- | ---- | ---- |
| Становништво | 551  | 506  | 303  | 333  | 449  | 325  | 275  |